# Pehr Montan
Pehr Ferdinand Montan, född den 11 augusti 1851 i Stockholm, död den 8 juli 1920 i Husby, var en svensk präst. Han var bror till Wilhelm och Carl Montan samt far till Erik Montan.
Montan blev student vid Uppsala universitet 1870. Han valde juridisk-filosofisk examen 1871 och dimissionsexamen 1883. Efter prästvigning sistnämnda år blev Montan kyrkoherde i Tegelsmora 1884. Han blev garnisonspastor på Karlsborgs fästning 1889 och tillförordnad regementspastor vid Sappörbataljonen 1891. Montan blev kyrkoherde i Husby 1897 och var kontraktsprost 1910–1916. Han utgav predikningar och i översättning teologiska arbeten av bland andra Frédéric Godet.